# 藤原房教
藤原 房教（ふじわら の ふさのり）は、鎌倉時代中期の公卿。権大納言藤原基良の二男。官位は正二位侍従、非参議。葉川殿と称す。

## 経歴
以下、『公卿補任』、『尊卑分脈』の内容に従って記述する。
- 正嘉2年（1257年）1月15日、従三位に叙せられる。侍従は元の如し[1]。
- 文応元年（1260年）3月、正三位に昇叙。
- 文永5年（1268年）1月5日、従二位に昇叙。
- 建治元年（1275年）2月21日、母の喪に服す。
- 建治2年（1276年）12月23日、父・基良の喪に服す。
- 建治3年（1277年）11月6日、復任する。
- 弘安2年（1279年）12月12日、正二位に昇叙。
- 正安元年（1299年）6月6日、薨去。享年70。

## 系譜
- 父：藤原基良（1187-1277）
- 母：従三位皇太后宮大夫藤原隆雅娘
- 妻：不詳
  - 男子：藤原房通
  - 男子：藤原房家
  - 男子：隆慶
  - 男子：教覚